# Кабрал, Франселина
Франселина Кабрал (порт. Francelina Cabral; род. 23 марта 1985, Лоспалос) — восточнотиморская велогонщица, выступавшая на шоссе и в маунтинбайке. Участница летних Олимпийских игр 2016 года.

## Биография
Франселина Кабрал родилась 23 марта 1985 года в индонезийском городе Лоспалос (сейчас в Восточном Тиморе).
Выступала в соревнованиях по велоспорту за Air Timor.
В 2012 году участвовала в чемпионате Азии в Куала-Лумпуре, где заняла последнее, 13-е место в индивидуальной гонке на 30 км, показав результат 47 минут 32 секунды.
В 2013 году выступала на чемпионате Азии в Нью-Дели. В индивидуальной гонке последнее, 19-е место. Групповую гонку завершить не смогла.
В том же году участвовала в Играх Юго-Восточной Азии в Нейпьидо. В индивидуальной гонке заняла последнее, 13-е место. Групповую гонку завершить не смогла.
В 2016 году вошла в состав сборной Восточного Тимора на летних Олимпийских играх в Рио-де-Жанейро, став первым велогонщиком Восточного Тимора на Олимпиадах. На Играх выступила в дисциплине кросс-кантри по маунтинбайку, но не смогла завершить дистанцию, выбыв после первого из шести кругов. Была знаменосцем на церемонии открытия Олимпиады. 